# Dr.リアンが診てあげる
『Dr.リアンが診てあげる』（ドクターリアンがみてあげる）は竹内元紀著の漫画作品。

## 概要
『月刊少年エース』に2001年3月号の投稿作の読みきり掲載から、そのまま2004年5月号まで連載した。ほか、『少年エース増刊桃組』に何回か出張掲載された。3巻以降タイトル末尾が変わり、3巻が「 - 純情派」、4巻が「 - THE MOVIE」、5巻が「 - …夏」。タイトル末尾が変更された単行本の発行に伴い、連載タイトルも変更された。この本連載のほか、『月刊ニュータイプ』にて『竹内元紀のエースで4番』のタイトルで2003年4月号から2004年3月号まで1ページ漫画が連載された。また、4コマ版はザテレビジョンにも掲載された。
医者の卵（？）の主人公、栄里安を中心にした内容。同主人公（ヒロイン）が医者を目指しているにもかかわらず、医療ネタではなく下ネタばかりが登場する。

## 主な登場キャラクター
- 登場人物の名字は作者の出身地である愛知県の地名がもとになっている。

栄里安（さかえ りあん）
自称・医者。名医を目指してがんばる少女。しかしこの漫画の性質上、その設定はほとんど生かされない。少女の純真さゆえの下ネタ担当。由来は名古屋市中区の栄。
師匠（ししょう）
リアンの後頭部から生えている謎生物。一応リアンの医学の師匠を名乗っているが、その知識はあてにならない。セクハラ下ネタ担当。
安城直人（あんじょう なおと）
高校2年の少年。まわりの無茶な行動のためにひどい目にあっても笑って許してあげられる極めて広い心の持ち主。一人暮らしだったが、広い心でリアンを居候させる。男子高校生的下ネタ担当。由来は安城市。
岡崎美果（おかざき みか）
直人の同級生で、直人のことが好きでたまらない。お金持ちのお嬢様だが、普段の行動からはまるでその片鱗は見えない。ツッコミ役になることが比較的多いが、直人のことが絡むと妄想を爆発させる。暴走下ネタ担当。一応登場人物の中では常識的な行動をすることがもっとも多い。由来は岡崎市。
刈谷もみじ（かりや もみじ）
地下で徳川埋蔵金を守っていたくノ一。リアンに説得されて地上に出てアルバイト生活をする。ずっと地下暮らしだったため常識と羞恥心が足りない。非常識下ネタ担当。初登場時に、漢字表記は「揉自」と言っていたが、レギュラーキャラクター昇格後はひらがな表記。他の4人は持ちまわりでツッコミを担当するが、彼女だけはツッコミに回ることは無く、ひたすらボケ倒す。由来は刈谷市。
知立先生（ちりゅうせんせい）
直人たちが通う絆創高校の教師で、直人たちの担任。話を聞かない生徒にはチョークを弾丸とする銃を撃つ。由来は知立市。